# Writers Guild of America, East
Writers Guild of America, East (WGAE) is een vakbond die opkomt voor Amerikaanse scenarioschrijvers voor film, televisie en radioprogramma's. In 2006 telde de bond 3.770 leden.
De Writers Guild of America, East werkt regelmatig samen met de Writers Guild of America, West onder de naam Writers Guild of America. Samen houden de twee jaarlijks de Writers Guild of America Awards.
Het hoofdkantoor staat in New York.

## Geschiedenis
De geschiedenis van de organisatie begon in 1912, toen de Authors' League of America (ALA) werd opgericht door 350 boek- en tijdschriftenschrijvers en toneelschrijvers. In 1921 werd die organisatie opgesplitst in twee nieuwen: de Dramatists Guild of America voor schrijvers voor radioprogramma's en toneelstuken, en de Authors Guild voor boekschrijvers en tijdschriftenauteurs.
In datzelfde jaar werd de Screen Writers' Guild (SWG) actief in Hollywood, maar het duurde nog tot de Grote Depressie in de jaren 30 voordat de organisatie er echt een belangrijke rol ging spelen voor onderhandelingen tussen schrijvers en filmbazen. In 1933 besloten de SWG en de ALA meer te gaan samenwerken makkelijker overeenkomsten te kunnen sluiten met werkgevers. In 1942 werd op die manier de eerste collectieve arbeidsovereenkomst afgesloten. Ondertussen werd in New York de Radio Writers Guid opgericht onder de vlag van de ALA. Eveneens in de jaren 40 werd onder de ALA de Television Writers of America opgericht, om schrijvers voor tv-series te vertegenwoordigen. In 1951 werd uiteindelijk de basis gelegd voor de huidige twee belangrijkste vakbonden van schrijvers. Alle organisaties die zich richten op schrijvers van boeken en tijdschriften werden door de ALA en de SWG aan de kant geschoven voor een grote herorganisatie toen in 1951 de Writers Guild of America, East (WGAe) en de Writers Guild of America, West (WGAw) werden opgericht. De WGAe werkt sinds 1989 samen met de AFL-CIO, een landelijk opererende vakcentrale.
Herb Sargent was tot zijn dood in 2005 veertien jaar directeur van de organisatie, daarna werd Michael Winship de directeur.

## Stakingen
Zowel in 1988 als in 2007 nam de vakbond samen met de Writers Guild of America, West deel aan stakingen waarbij duizenden schrijvers de pen neerlegden.